# أحمد بن أبي دؤاد
هو أبو عبيد الله أحمد بن أبي دُؤَاد الإيادي، عربي من إياد، ولد سنة 160هـ/776م في قنسرين، خرج وهو حدث مع أبيه في تجارة إلى العراق، حيث استقر هناك وطلب العلم، وخاصة الفقه والكلام. صحب هياج بن العلاء السُلمي صاحب واصل بن عطاء فصار إلى الاعتزال. ابن أبي دؤاد هو قاضٍ من المعتزلة. نشأ في دمشق، ثم رحل إلى العراق، وهناك اتصل بالخلفاء المأمون والمعتصم والواثق والمتوكل. اعتقد ابن أبي دواد الإيادي بخلق القرآن، وأقنع الخلفاء بفرض هذه الفكرة على الناس. توفي في بغداد بعد إصابته بالفالج.

## مع المأمون
اتصل بالمأمون سنة 204هـ من طريق يحيى بن أكثم، فكان يحضر مجالس المأمون في الجدل والمناظرة، فأعجب المأمون بعقله وحسن منطقه فقرّبه، وأصبح ذا نفوذ كبير في قصره. وكان من وصية المأمون للمعتصم: ((..وأبو عبيد الله أحمد بن أبي دؤاد لا يفارقك الشركة في المشورة في كل أمرك، فإنه موضع ذلك..)).

## مع المعتصم والواثق
فلما ولي المعتصم جعل ابن أبي دؤاد قاضي القضاة مكان يحيى بن أكثم، وكان كذلك قاضي القضاة في أيام الواثق. وفتن به المعتصم حتى ما كان يرد له طلباً، وكان يقول فيه: ((هذا والله الذي يُتزيّنُ بمثله، ويُبتَهَجُ بقربه، ويُعَدّ به ألوف من جنسه)). وقيل للمعتصم - وقد عاد ابن أبي دؤاد يوماً - : كيف تعوده وأنت لا تعود إخوتك وأجلّاء أهلك؟ فقال: ((و كيف لا أعود رجلاً ما وقعت عيني عليه قط إلا ساق إلي أجراً، أو أوجب لي شكراً، أو أفادني فائدة تنفعني في ديني ودنياي، وما سألني حاجة لنفسه قط)). وقال له الواثق يوماً: ((قد اختلت بيوت المال بطُلبائك اللائذين بك، والمتوسلين إليك)). فقال: ((يا أمير المؤمنين، نِتاج شكرها متصلة بك، وذخائر أجرها مكتوبة لك، وما لي من ذلك إلا عشق اتصال الألسُن بحُلْو المدح فيك)). فقال الواثق: ((يا أبا عبد الله! لا منعناك ما يزيد في عشقك، ويقوي من همتك، فتناولنا بما أحببت)).

## كرمه
يقول ابن خلكان: وكان يقال: ((أكرم من كان في دولة بني العباس البرامكة ثم ابن أبي دؤاد)). كان ابن أبي دؤاد ينال من الخلفاء كثيراً، وينفق على الناس كثيراً، وكان كالبرامكة يغمر بكرمه أهل الأدب ورجال العلم، فالتف حوله الناس. وكان يستحث الخلفاء في عمل الخير للناس وإعطائهم، وتخفيف ويلاتهم.. فمثلاً: في يوم من الأيام وقع حريق بالكرخ، فما زال بالمعتصم حتى عوض أهل الكرخ في حريقهم.. ومرض ابن أبي دؤاد يوماً فعاده المعتصم في داره، ونذر المعتصم إن شفاه الله أن يتصدق بعشرة آلاف دينار، فقال له ابن أبي دؤاد: فاجعلها لأهل الحرمين؛ فقد لقوا من غلاء الأسعار عنتاً، فقال المعتصم: نويت أن أتصدق بها ها هنا، وأنا أطلق لأهل الحرمين مثلها.

## أدبه
و قصده الشعراء والأدباء لأنه كان أديباً مثلهم، كما كان فقيهاً متكلماً. قال أبو العيناء: ((كان ابن أبي دؤاد شاعراً مجيداً، فصيحاً بليغاً)). وقال المرزباني: ((و قد ذكره دعبل بن علي الخزاعي في كتابه الذي جمع فيه أسماء الشعراء وروى له أبياتاً حساناً)).، قال الخطيب البغدادي: حدثني الأزهر ثنا أحمد بن عمر الواعظ حدثنا عمر بن الحسن بن علي بن مالك حدثني جرير بن أحمد أبو مالك قال: كان أبي - يعني أحمد بن أبي دؤاد - إذا صلى رفع يديه إلى السماء وخاطب ربه وأنشأ يقول:
ما أنت بالسبب الضعيف وإنما // نجح الأمور بقوة الأسباب
واليوم حاجتنا إليك وإنما // يدعى الطبيب لساعة الأوصاب

## مدح الشعراء له
مدحه أبو تمام في ديوانه بقصائد كثيرة، فمن قوله فيه:
إليك تناهى المجد من كل وجهةٍ // يصيرُ فما يعديك حيث يصيرُ
و بدر إياد أنت لا ينكرونه // كذاك إياد للأنام بدور
تجنّبتَ أن تدعى الأمير تواضعاً // وأنت لمن يُدعى الأميرُ أميرُ
فما من ندىً إلا إليك محلّه // ولا رفعةٍ إلا إليك تشيرُ
و يقول:
أيسلبني ثراء المال ربَي // وأطلب ذاك من كفّ جماد
زعمتُ إذاً بأن الجود أمسى // له ربٌ سوى ابن أبي دؤاد
و قد اتصل به الجاحظ، وأهدى إليه كتابه البيان والتبيين، وأعطاه بن أبي دؤاد خمسة آلاف دينار، ومدحه الجاحظ بقوله:
و عويصٌ من الأمور بهيم ٍ // غامض الشخصِ مظلمٍ مستورٍ
قد تسنّمتَ ما توعّر منه // بلسانٍ يزينه التحبيرُ
مثلِ وشي البرد هلهله الن // سج وعنده الحِجاج درّ نشيرُ
حَسَن الصوت والمقاطعِ إما // أنصت القومُ والحديث يدورُ
ثم من بعدُ لحظةٌ تورثُ اليُسْ // رَ وعِرضٌ مهذب موفورُ
و قد مدحه أيضاً مروان الأصغر بن أبي الجنوب وغيره.

## محنة خلق القرآن
قال محمد بن يحيى الصولي: ((لولا ما وضع به نفسه من محبة المحنة لاجتمعت الألسن عليه، ولم يُضف إلى كرمه كرم أحد))، فقد كان موصوفاً بالجود والسخاء وحسن الخلق، وكان وافر الأدب، واسع العلم، ولكنه حمل الخلفاء الثلاثة: المأمون، والمعتصم، والواثق على أن يمتحنوا الناس بالقول بخلق القرآن، فكانت المحنة، التي انقلبت فيما بعد على مذهب الاعتزال نفسه، وكانت سبباً في تراجع مكانته بين الناس، خاصةً بعد تولي المتوكل الخلافة سنة 232 هـ.

## كتب أخرى يمكن الرجوع إليها
- فضل الاعتزال وطبقات المعتزلة، القاضي عبد الجبار المعتزلي
- تاريخ دمشق، ابن عساكر
- الحيوان، عمرو بن بحر الجاحظ